# Zwillinge auf Zack
Zwillinge auf Zack (Originaltitel: La famille Ouf) ist eine französische Animationsserie, die zwischen 2002 und 2004 produziert wurde.

## Handlung
Familie Anders ist eine nicht ganz normale vierköpfige Familie, bei der der Alltag zum Abenteuer wird. So ist der Vater Georg als Ingenieur in einer großen Autofirma tätig und die Mutter Linda ist Fahrprüferin, die sich auf hoffnungslose Fälle spezialisiert  hat. Ihre Zwillinge Julius und Theo suchen ständig nach etwas neuen zu entdecken und erweisen sich oft als sehr frech. Helden sind für sie dabei Helden aus Filmklassikern wie „Mission Impossible“, „Indiana Jones“, „Matrix“ oder „Ghostbusters“. Ihr schüchterner Onkel Albert tüftelt außerdem in seinem Labor an wichtigen Erfindungen für die Menschheit, die aber für Chaos sorgen können wenn sie in die falschen Hände geraten. Das Haustier „Happy“ sorgt zudem auch noch für zusätzlichen Wirbel in der Familie.

## Produktion und Veröffentlichung
Die Serie wurde zwischen 2002 und 2004 von Timoon Animation und SAMG in Frankreich produziert. Dabei sind 2 Staffeln mit 26 Folgen entstanden.
Die deutsche Erstausstrahlung fand am 1. August 2006 auf dem Disney Channel statt. Weitere Wiederholungen im deutschsprachigen Fernsehen erfolgten ebenfalls auf Toon Disney, ORF eins und SF zwei.

## Episodenliste

### Staffel 1
| Folge (gesamt) | Folge (Staffel) | deutscher Titel              | deutsche Erstausstrahlung | Originaltitel         |
| 1              | 01              | Zwei sind ein Paar           | 01.08.2006                | And Two Make A Pair   |
| 2              | 02              | Schöne Ferien!               | 02.08.2006                | Happy Odd Month       |
| 3              | 03              | Zimmerservice                | 03.08.2006                | Breaking the Ice      |
| 4              | 04              | Happy – verzweifelt gesucht! | 04.08.2006                | The Decoy             |
| 5              | 05              | Feuer und Flamme             | 07.08.2006                | No Smoke Without Fire |
| 6              | 06              | Tücken der Technik           | 08.08.2006                | Have A Nice Day!      |
| 7              | 07              | Das Spukhaus                 | 09.08.2006                | Odd Moving            |
| 8              | 08              | Der Hip-Pop-Wettbewerb       | 10.08.2006                | Dance 2 Odd           |
| 9              | 09              | Anders-TV                    | 11.08.2006                | TV or not TV          |
| 10             | 10              | Nummer Zwei                  | 14.08.2006                | Number Two            |
| 11             | 11              | Das große Go-Kart-Rennen     | 15.08.2006                | G’odd Kart            |
| 12             | 12              | Katzenjammer                 | 16.08.2006                | Kitten Odd            |
| 13             | 13              | Vorsicht, ansteckend!        | 17.08.2006                | Back Atch’Odd         |

### Staffel 2
| Folge (gesamt) | Folge (Staffel) | deutscher Titel                            | deutsche Erstausstrahlung | Originaltitel       |
| 14             | 01              | Die etwas anderen Babysitter               | 04.10.2006                | An Odd Baby         |
| 15             | 02              | Es ist nicht leicht, ein Zwilling zu sein! | 05.10.2006                | Twins No More       |
| 16             | 03              | Die Hundeschau                             | 06.10.2006                | Puppy Odd           |
| 17             | 04              | Erfindungen verboten!                      | 11.10.2006                | Power Odd-Age       |
| 18             | 05              | Cousin zu Besuch                           | 12.10.2006                | Missing Cousin      |
| 19             | 06              | Die Klassensprecherwahl                    | 13.10.2006                | The Odd Candidate   |
| 20             | 07              | Mutter außer Betrieb!                      | 18.10.2006                | A Day Without Linda |
| 21             | 08              | Der Hochzeitstag                           | 19.10.2006                | Volcan-Odd          |
| 22             | 09              | Tae-Kwon-Do-Fieber                         | 20.10.2006                | Taekwand’Odd        |
| 23             | 10              | Achtung, Alienjäger!                       | 25.10.2006                | E.T’Odd             |
| 24             | 11              | Rendezvous und andere (R)einfälle          | 26.10.2006                | Cupid’Odd           |
| 25             | 12              | Der Halloween-Wettstreit                   | 27.10.2006                | An Odd Halloween    |
| 26             | 13              | Weihnachtsmann mit Raketenantrieb          | 01.11.2006                | An Odd Christmas    |